# Electro-Shock Blues
Electro-Shock Blues es el segundo álbum de estudio de la banda estadounidense Eels, publicado por la compañía discográfica DreamWorks el 21 de octubre de 1998. 

## Trasfondo
Mark Oliver Everett (más conocido como E), líder de la banda, compuso Electro-Shock Blues tras el suicidio de su hermana y la muerte de su madre a causa de un cáncer de pulmón. El título del álbum hace referencia a la terapia electroconvulsiva a la que era sometida su hermana Elizabeth mientras estuvo internada en un psiquiátrico. La mayoría de las canciones del álbum sirven como respuesta a la pérdida de toda su familia (Su padre, el físico Hugh Everett, falleció años antes de un infarto de miocardio y Everett fue el primero en encontrar su cuerpo). 
A pesar de que el tema principal del álbum es la desolación de Everett ante la pérdida de toda su familia, se puede apreciar un mensaje esperanzador donde Everett logra sobreponerse y seguir adelante. Esto se muestra especialmente en la última canción del álbum “P.S. You Rock My World” que presenta una temática más alegre y humorística donde Everett decide que es hora de vivir.

## Grabación
Durante la grabación del álbum los únicos miembros oficiales de Eels eran el E y el batería Butch Norton, el guitarrista Tommy Walter abandonó la banda poco antes. En este álbum Eels contó con la colaboración de varios músicos como T-Bone Burnett, Lisa Germano, Grant-Lee Phillips y Jon Brion.

## Lanzamiento
Fue lanzado el 21 de septiembre de 1998 en Estados Unidos en CD, casete y vinilo. A pesar del buen recibimiento por parte de la crítica profesional, "Electro-Shock Blues" no logró vender tanto como el anterior álbum de la banda, “Beautiful Freak”

## Lista de canciones
| N.º | Título                            | Duración |  |
| 1.  | «Elizabeth on the Bathroom Floor» | 2:08     |  |
| 2.  | «Going to Your Funeral Part I»    | 2:37     |  |
| 3.  | «Cancer for the Cure»             | 4:46     |  |
| 4.  | «My Descent into Madness»         | 3:54     |  |
| 5.  | «3 Speed»                         | 2:45     |  |
| 6.  | «Hospital Food»                   | 3:23     |  |
| 7.  | «Electro-Shock Blues»             | 2:29     |  |
| 8.  | «Efils' God»                      | 3:19     |  |
| 9.  | «Going to Your Funeral Part II»   | 1:30     |  |
| 10. | «Last Stop: This Town»            | 3:27     |  |
| 11. | «Baby Genius»                     | 2:04     |  |
| 12. | «Climbing to the Moon»            | 3:38     |  |
| 13. | «Ant Farm»                        | 2:11     |  |
| 14. | «Dead of Winter»                  | 2:59     |  |
| 15. | «The Medication Is Wearing Off»   | 3:51     |  |
| 16. | «P.S. You Rock My World»          | 3:08     |  |

## Posición en listas
| Chart (1998)                  | Peak position |
| ----------------------------- | ------------- |
| Bélgica (Ultratop flamenca)   | 4             |
| Bélgica (Ultratop valona)     | 35            |
| Países Bajos (Album Top 100)  | 50            |
| Francia (SNEP)                | 24            |
| Alemania (Offizielle Top 100) | 59            |
| Noruega (VG-lista)            | 36            |
| Suecia (Sverigetopplistan)    | 56            |
| Reino Unido (UK Albums Chart) | 12            |